# Bouli Simon
Édouard Simon dit Bouli Simon (Elbeuf, 24 février 1906 - Clichy, 19 septembre 1993) est un ingénieur électricien. Il rencontre, aux EIF (Éclaireurs israélites de France), Charlotte Hirsch (dite Shatta), venue en France, de Roumanie, en 1933. Mariés le 12 décembre 1933, ils vont passer leur vie au service de la jeunesse juive, durant la Seconde Guerre mondiale à Moissac, dans le Tarn-et-Garonne, où ils sauvent des centaines d'enfants, puis au château de Laversine (Oise).

## Biographie
Édouard Simon est né en 1906 à Elbeuf en Seine-Maritime. Il est un ingénieur électricien. Il rencontre, aux EIF (Éclaireurs israélites de France), Charlotte Hirsch (dite Shatta), venue en France, de Roumanie, en 1933. Un des fondateurs des EIF, avec Robert Gamzon, est le frère de Shatta, le médecin Sigismond Hirsch.

## La Maison de Moissac
Le 5 décembre 1933, la Maison de Moissac, située 4 quai du Port, à Moissac, Tarn-et-Garonne ouvre ses portes, sous la direction de Shatta et Bouli Simon,.
Fin 1943, le Commissaire de police de Moissac prévient de l'imminence d'une rafle. Les enfants sont évacués et placés dans des familles. Certains vont en Espagne ou en Suisse, d'autres entrent dans la Résistance.

## Le château de Laversine (Oise)
De 1951 à 1993, Chatta et Bouli Simon dirigent la maison d'enfants située au château de Laversine (Oise), qui appartenait à Robert de Rothschild.
Le château de Laversine est situé au 1-3 rue du Hameau des Haies à Saint-Maximin, près de Chantilly, dans l'Oise.
Une formation professionnelle est donnée dans cette institution.

### Famille
Bouli Simon et Shatta Simon ont deux enfants : Jean-Claude Simon (avril 1937-),,, et Jean Ariel Simon (février 1944-).

## Honneurs
- Place Bouli et Shatta Simon, Moissac[12].
- Maison d'enfant Shatta et Bouli Simon (Maison de l'OSE)[13].